# Костенюк Дмитро Степанович
Дмитро́ Степа́нович Костеню́к (8 жовтня 1989 — 29 березня 2019) — старший солдат Збройних сил України, учасник російсько-української війни.

## Життєпис
Народився 1989 року в місті Чернівці.
У 2014—2015 роках служив за мобілізацією у прикордонному загоні ДПСУ на сході України. 2016-го підписав контракт із ЗСУ; старший солдат, військовослужбовець десантно-штурмового взводу батальйонної тактичної групи 80-ї бригади.
29 березня 2019 року загинув у бою внаслідок мінометного обстрілу ВОП поблизу села Широкине на Маріупольському напрямі — від розриву міни калібром 120 мм зазнав осколкових поранень, несумісних з життям. Обстріл розпочався в обідню пору з боку окупованого села Саханка, противник намагався здійснити розвідку боєм під прикриттям вогню з мінометів та СПГ. Десантники вступили у бій та відкрили вогонь по групі піхоти ворога, змусили їх відступити; у тому ж бою зазнав осколкових поранень солдат Степан Климко.
2 квітня 2019-го похований у Чернівцях на Центральному Садгірському кладовищі.
Без Дмитра лишились брат, сестра та двоє неповнолітніх синів — 2014 і 2015 р.н.

## Нагороди та вшанування
- Указом Президента України № 270/2019 від 17 травня 2019 року «за особисту мужність і самовіддані дії, виявлені у захисті державного суверенітету та територіальної цілісності України, зразкового виконання військового обов'язку» — нагороджений орденом «За мужність» III ступеня (посмертно)[3]